# Distretto di Cahuapanas
Il distretto di Cahuapanas è uno dei sei distretti della provincia di Datem del Marañón, in Perù. Si trova nella regione di Loreto e si estende su una superficie di 4.982,93 chilometri quadrati.
Istituito il 7 febbraio 1866, ha per capitale la città di Santa María de Cahuapanas.